# Soulfly
Soulfly er et amerikansk thrash metal-band, der blev dannet af Max Cavalera i 1997 da han besluttede sig for at forlade Sepultura. Bandet, hvis musik omfatter elementer fra thrash metal og nu metal så vel som brasiliansk og afrikansk verdensmusik, har udgivet fem album indtil videre: Soulfly, Primitive, 3, Prophecy og Dark Ages.
Cavalera har udtalt at han dannede bandet "med den ide at kombinere lyd og åndelig tro".

## Biografi

### Soulfly,Primitive, og3(1997-2003)
Den brasilianske thrash metal-vokalist Max Cavalera stiftede Soulfly efter han forlod bandet Sepultura i 1996. Han hyrede musikeren Roy Mayorga på trommer (tidligere medlem af Thorn), Jackson Bandeira som guitarist og bassisten Marcello D. Rapp, som tidligere havde optrådt med Sepultura under deres turnéer. Selv fungerede Cavalera som sanger og guitarist.
Udover at forlade Sepultura måtte Cavalera også leve med det uopklarede mord på sin stedsøn og bedste ven Dana Wells.
Bandets debutalbum Soulfly blev udgivet i foråret 1998 og blev nummer 79 på Billboard 200.
Udover at være frontmand i Soulfly har Cavalera også taget del i mange andre områder som normalt ikke forbindes med heavy metal-musikere. Han er en meget efterspurgt taler til musikkongresser efter hans optræden til både CMJs New Music Marathon i New York og den hollandske Crossing Boarder Festival i slutningen af 1997. Han skrev også kontrakt om at medvirke i en tv-reklame for Sprite optaget i hans hjemland Brasilien.
I 1998 optrådte Soulfly på hovedscenen til Ozzfest sammen med Ozzy Osbourne, Megadeth, Tool, Limp Bizkit, Sevendust, og Coal Chamber.
Max Cavalera optrådte også som gæst på Deftones' gennembrudsalbum Around the Fur i 1997 på sangen "Headup" som omhandlede Wells' død (han fik navnet til sit eget band i sangen hvor der er en sætning der lyder: "Soulfly, Fly high, So fly, Fly free"). Chino fra Deftones optrådte efterfølgende på de to første Soulfly-album på numrene "First Commandment" og "Pain".
Indflydelsen fra nu metal kunne høres på albummet Primitive fra 2000, og dette blev også bandets mest succesfulde album da den blev placeret nummer 32 på Billboard 200 og nummer 11 på US independent charts. Joe Nunez blev afløst af Roy Mayorga som trommeslager ved indspilningerne af albummet Primitive. Max Cavalera producerede det tredje album 3 der blev udgivet i 2002 og nåede en 46. plads på Billboard 200.

### Prophecy(2003-2005)
Til indspilningerne af Prophecy hyrede Cavalera nye medlemmer. Joe Nunez kom endnu engang til at sidde ved trommerne, Mark Rizzo (tidligere medlem af Ill Nino) blev guitarist og bassen blev delt mellem David Ellefson (tidligere medlem af Megadeth) og Bobby Burns fra Primer 55. Cavalera har senere udtalt at han hyrede de to bassister for at lave en blanding af gammeldags og moderne metal på albummet.
Max Cavalera forklarede på bandets hjemmeside, at han ville bruge forskellige musikere til hvert album:
| Citat                                 | Dette er en fremgangsmåde jeg har ville prøve i et stykke tid. Jeg har aldrig ønsket at Soulfly skulle blive et band som Metallica med de samme fire medlemmer. På hvert Soulfly-album udskifter vi medlemmerne, og det vil sandsynligvis fortsætte sådan. For at gøre det har jeg valgt de musikere, der fangede min opmærksomhed og som jeg aldrig har spillet med før. | Citat |
| Max Cavalera om medlemmerne i Soulfly | |       |

I Sepultura havde Cavalera vist sin interesse for verdensmusik, som blandt andet kunne høres på albummet Roots, der indeholdt musikalske elementer fra brasilianske indfødte. Denne musikstil fortsatte på Prophecy, hvor Cavalera rejste til Serbien for at indspille med traditionsmusikere. På nummeret "Moses" (en åbenlys meddelelse om hans religiøse tro) spillede han med det serbiske band Eyesburn, som indeholdt reggae indflydelser fra Bob Marley. Andre numre på albummet indeholdt instrumenter fra middelalderen, som sækkepiber af fåreskind og serbiske gypsy'er.
Prophecy blev udgivet 20. marts 2004, og i april samme år havde den nået en 83. plads på Billboard 200 og lå på top 50 på den australske hitliste.

### Dark Ages(2005 – )
I februar 2005 udgav Soulfly deres første dvd ved navn The Song Remains Insane. Dette var et biografisk syn på bandet, og indholdt liveoptagelser fra koncerter i hele verden, interviews og alle bandets musikvideoer. I august 2005 genudgav Roadrunner Records Soulfly's debutalbum som en del af pladeselskabets 25-års fødselsdag.
Om aftenen 4. oktober 2005 blev Dark Ages udgivet. Mange kritikere har bekrevet Dark Ages som en tilbagevenden til Cavaleras thrash metal-rødder fra da han var med i Sepultura. På udgivelsen var indflydelsen fra "verdensmetal" dog stadig intakt. Faktisk var Cavalera rejst til Serbien, Tyrkiet, Rusland, Frankrig og USA for at indspille musikken til albummet.
Det centrale band på Dark Ages bestod stadig af Max Cavalera, Marc Rizzo, Joe Nunez og Bobby Burns, men også Dave Ellefson bidragede til nogle af numrene. Eyesburn's sanger Coyote var vokal på sangen "Innerspirit," Stormtroopers of Death's vokalist Billy Milano og den russiske sanger Paul Fillipenko sang på den hardcore-inspirerede sang "Molotov." Cavaleras stedsøn Ritchie Cavalera lagde vokal til "Stay Strong".
Efter albummets udgivelse tog Soulfly på turné for at gøre reklame for albummet. De rejste verden rundt med forskellige bands som Deftones, KoRn, Skindred og Gizmachi. Turnéen strakte sig fra Nordamerika gennem Europa og sluttede i Asien
I et interview om et eventuelt opfølgende album til Dark Ages udtalte Cavalera
| Citat                                    | Jeg har nogle virkelig spændende sange. Jeg har arbejdet med min guitarist Mark Rizzo. Vi kommer godt ud af det med hinanden og kan lide nogle af de samme ting. Bands som Sepultura, Slayer og Destruction. Vi kan også lide grindcore som Napalm Death og Bolt Thrower. Det er noget i den stil vi har skrevet på. Vi har også noget materiale med Soulflys vibration og rytmer. En ting jeg godt kan lide ved Soulfly er, at vi har rytme mellem de tunge dele. Der er ikke noget navn endnu. Jeg har lavet noget sjov ved at sige det nye album får Dark Ages til at ligne et popalbum. Det nye er rimelig heavy. | Citat |
| Max Cavalera om Soulfly's kommende album | |       |

Max Cavalera har for nylig arrangeret det 10. Annual D-Low Memorial show og spillede ved den lejlighed med flere gæstekunstnere. På scenen sluttede Danny Marianinho (fra North Side Kings), Richie Cavalera (fra Incite), Dave Ellefson, og deres tidligere trommeslager Roy Mayorga (som nu spiller i Stone Sour) sig til Soulfly. På scenen blev Cavalera også genforenet med sin bror Igor Cavalera, som han ikke havde set i 10 år. Max og Igor stiftede Sepultura sammen i de tidlige 1980'ere, men de havde ikke spillet sammen siden Max forlod bandet.

## Medlemmer

### Nuværende medlemmer
- Max Cavalera – Guitar, vokal (1997-)
- Marc Rizzo – Guitar (2003-)
- Bobby Burns – Bas (2003-)
- Joe Nuñez – Trommer (også på Primitive) (2000-2001, 2003-)

### Tidligere medlemmer
- Jackson Bandeira – Guitar (Soulfly) (1997-1998)
- Logan Mader – Guitar (første albumturné) (1998-1999)
- Roy Mayorga – Trommer (Soulfly og 3) (1997-1999, 2002-2003)
- Marcello D. Rapp – Bas (Soulfly, Primitive, 3) (1997-2003)
- Mikey Doling – Guitar (Primitive og 3) (1999-2003)
- David Ellefson – Bas (Prophecy) (2003-2004)

## Diskografi
- Soulfly – 1998
- Primitive – 2000
- 3 – 2002
- Prophecy – 2004
- Dark Ages – 2005
- Conquer – 2008
- Omen – 2010
- Enslaved – 2012
- Savages – 2013
- Archangel – 2015
- Ritual – 2018
- Totem – 2022

## Fodnoter
1. ↑  Om Soulfly på musicbabylon.com
2. 1 2 3  "Kort historie om Soulfly på Billboard.com". Arkiveret fra originalen 29. september 2007. Hentet 29. september 2007.
3. 1 2 3 4  "Soulfly albums på Billboard hitliste". Arkiveret fra originalen 29. september 2007. Hentet 29. september 2007.
4. 1 2 3 4  Prophecy information
5. ↑  Interview med Max Cavalera